# Мереновка (Брянская область)
Мереновка — село в Стародубском районе Брянской области России. Входит в состав Десятуховского сельского поселения. Расположено в 2 км к востоку от Стародуба, на правом берегу реки Бабинец неподалёку от впадения его в Ваблю.

## Население
| 2010 | 2013 |
| ---- | ---- |
| 201  | →201 |

## История
История села начинается в начале XVII века. В 1797 году в Мереновке помещиком графом Ильёй Васильевичем Завадовским была построена каменная церковь Ильи Пророка (закрыта в 1932 г., не сохранилась). В 1867 г. при церкви была открыта начальная школа. В пореформенное время часть помещичьих земель в Мереновке была распродана. Одним из новых владельцев стал Пётр Яковлевич Самоквасов – родной брат профессора юриспруденции и известного археолога Дмитрия Яковлевича Самоквасова, исследовавшего археологические памятники в окрестностях Мереновки и соседней Левенки. П. Я. Самоквасов имел маслобойный завод и водяную мельницу на р. Бабинец. На здешнем кладбище были погребены тайный советник Модест Павлович Минин (умер в 1901 году) и его жена София Яковлевна, урождённая Самоквасова (умерла в 1906 году), сестра Дмитрия и Петра Самоквасовых.
В середине XX в. - колхозы "Красный броневик", "Красная ракита". С 1919 до 1930-х гг - центр Мереновского сельсовета, затем до 1973 в Левенском сельсовете, в 1973-2005 в Краснооктябрьском сельсовете. Максимальное число жителей 700 человек (1901).

## Село сегодня
Расположено на автодороге Стародуб-Погар, которая является центральной улицей села (асфальт). Центр Мереновского отделения ТНВ «Красный Октябрь», здесь расположена одна из молочно-товарных ферм хозяйства, мехдвор. Село газифицировано, работает магазин , функционирует медпункт. 
Близ западной окраины Мереновки расположено поле бывшего стародубского аэродрома, где ныне базируется авиация местного аэроклуба.